# Вадская
Вадская — опустевшая деревня в Княгининском районе Нижегородской области. Входит в состав  Белкинского сельсовета

## География
Находится на расстоянии менее 3 километров по прямой на юг от города Княгинино, административного центра района.

## Население
Постоянное население составляло 3 человека (русские 100%) в 2002 году, 0 в 2010.